# Anna Titimec'
Anna Sergiïvna Titimec' (in ucraino Анна Сергіївна Тітімець?; 5 marzo 1989) è un'ostacolista e velocista ucraina.

## Palmarès
| Anno | Manifestazione    | Sede           | Evento      | Risultato  | Prestazione | Note                          |
| ---- | ----------------- | -------------- | ----------- | ---------- | ----------- | ----------------------------- |
| 2007 | Europei juniores  | Hengelo        | 400 m hs    | 8ª         | 1'01"50     |                               |
| 2007 | Europei juniores  | Hengelo        | 4x100 m     | Argento    | 44"77       |                               |
| 2008 | Mondiali juniores | Bydgoszcz      | 400 m hs    | 4ª         | 57"22       |                               |
| 2009 | Europei under 23  | Kaunas         | 400 m hs    | 4ª         | 56"27       |                               |
| 2009 | Europei under 23  | Kaunas         | 4x400 m     | 4ª         | 3'30"78     |                               |
| 2009 | Mondiali          | Berlino        | 400 m hs    | Batteria   | 58"22       |                               |
| 2010 | Europei           | Barcellona     | 400 m hs    | Semifinale | 55"84       |                               |
| 2010 | Europei           | Barcellona     | 4x400 m     | 5ª         | 3'28"03     |                               |
| 2011 | Europei indoor    | Parigi         | 400 m piani | Semifinale | 53"97       |                               |
| 2011 | Europei indoor    | Parigi         | 4×400 m     | 6ª         | 3'34"08     |                               |
| 2011 | Europei under 23  | Ostrava        | 400 m hs    | Argento    | 54"91       |                               |
| 2011 | Universiadi       | Shenzhen       | 400 m piani | Batteria   | 53"20       |                               |
| 2011 | Universiadi       | Shenzhen       | 4×100 m     | Oro        | 43"33       |                               |
| 2011 | Mondiali          | Taegu          | 400 m hs    | Semifinale | 55"82       |                               |
| 2012 | Europei           | Helsinki       | 400 m hs    | Semifinale | 57"26       |                               |
| 2012 | Giochi olimpici   | Londra         | 400 m hs    | Semifinale | 55"10       |                               |
| 2013 | Universiadi       | Kazan'         | 400 m hs    | Oro        | 54"64       | Miglior prestazione personale |
| 2013 | Mondiali          | Mosca          | 400 m hs    | 4ª         | 54"72       |                               |
| 2014 | Europei           | Zurigo         | 400 m hs    | Argento    | 54"48       | Miglior prestazione personale |
| 2016 | Europei           | Amsterdam      | 400 m hs    | Semifinale | 56"18       |                               |
| 2016 | Giochi olimpici   | Rio de Janeiro | 400 m hs    | Semifinale | 55"27       |                               |